# Десна (деревня, Москва)
Десна — деревня в Новомосковском административном округе Москвы (до 1 июля 2012 года в составе Ленинского района Московской области), входит в состав района Троицк.

## География
Деревня расположена в южной части Новомосковского административного округа, примерно в 30 км к юго-западу от центра города Москвы, на Калужском шоссе А130, на берегу реки Десны, в устье речки Незнайки.
В 9 км северо-западнее деревни проходит Киевское шоссе М3, в 12 км к северо-востоку — Московская кольцевая автодорога, в 15 км к югу — Московское малое кольцо А107, в 12 км к востоку — линия Курского направления Московской железной дороги. Ближайшие населённые пункты — деревни Станиславль и Писково.
В деревне 12 улиц, 3 микрорайона, приписано 2 садоводческих некоммерческих товарищества (СНТ).
Связана автобусным сообщением со станцией метро Тёплый Стан (маршруты № 508, 531, 891, 1003), аэропортом Внуково и городом Видное.

## Население
| 1859 | 1890 | 1899 | 1926 | 2002 | 2006 | 2010 |
| ---- | ---- | ---- | ---- | ---- | ---- | ---- |
| 496  | ↘389 | ↘168 | ↗325 | ↗334 | ↘177 | ↗826 |

## История
Раньше селение называлось деревня Мостовая, так как в нём был переброшен мост через реку Десну.
Во время Отечественной войны 1812 года, после оставления Москвы русской армией, в деревне Десна, стоявшей на главном направлении возможного движения французских войск, стоял арьергард под командованием Милорадовича. В окрестностях деревни действовали партизанские отряды под командованием Фигнера. У деревни Десна произошла первая стычка с французами, отправленными на поиски «потерянной» русской армии. Французы окружили неопытный и плохо вооруженный башкирский полк, выставленный Милорадовичем в охранение, но партизаны и подошедшая из Поливанова кирасирская дивизия князя Васильчикова отбили полк и вынудили французов отступить. Оставив Москву, из Десны Наполеон отправил письмо своей жене в Париж, в котором выразил в последний раз надежду разбить Кутузова там, где тот разбил войска Мюрата, то есть на Калужской дороге.

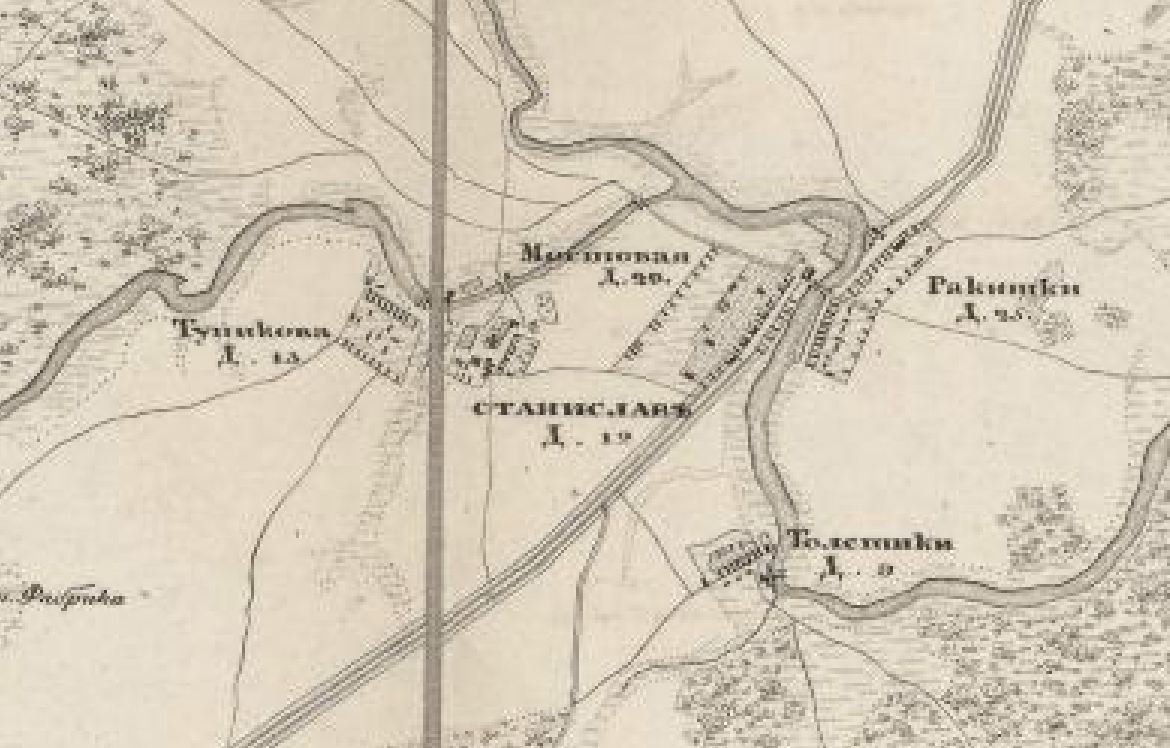
д.Мостовая на Топографической карте окрестностей Москвы (1848 год)

В «Списке населённых мест» 1862 года Мостовая (Десна) — владельческая и казённая деревня 1-го стана Подольского уезда Московской губернии на старокалужском тракте, в 16 верстах от уездного города и 25 верстах от становой квартиры, при реке Десне, с 74 дворами и 496 жителями (217 мужчин, 279 женщин).
По данным на 1890 год — административный центр Десенской волости Подольского уезда с 389 жителями, в деревне располагалось волостное правление.
В 1913 году — 56 дворов, волостное правление, казённая винная лавка.
По материалам Всесоюзной переписи населения 1926 года — центр Десенского сельсовета Десенской волости Подольского уезда в 13,9 км от станции Щербинка Курской железной дороги, проживало 325 жителей (150 мужчин, 175 женщин), насчитывалось 61 крестьянское хозяйство, имелись агропункт, ветеринарный пункт и изба-читальня.
1929—1946 гг. — населённый пункт в составе Красно-Пахорского района Московской области.
1946—1957 гг. — в составе Калининского района Московской области.
1957—1960, 1965—2012 гг. — в составе Ленинского района Московской области.
1960—1963 гг. — в составе Подольского района Московской области.
1963—1965 гг. — в составе Ленинского укрупнённого сельского района Московской области.
С 2012 г. — в составе города Москвы.
В советское время село Десна являлось бригадой колхоза «Огородный гигант».

## Достопримечательности
- Храм Покрова Пресвятой Богородицы на Десне